# Andrei Mureșanu

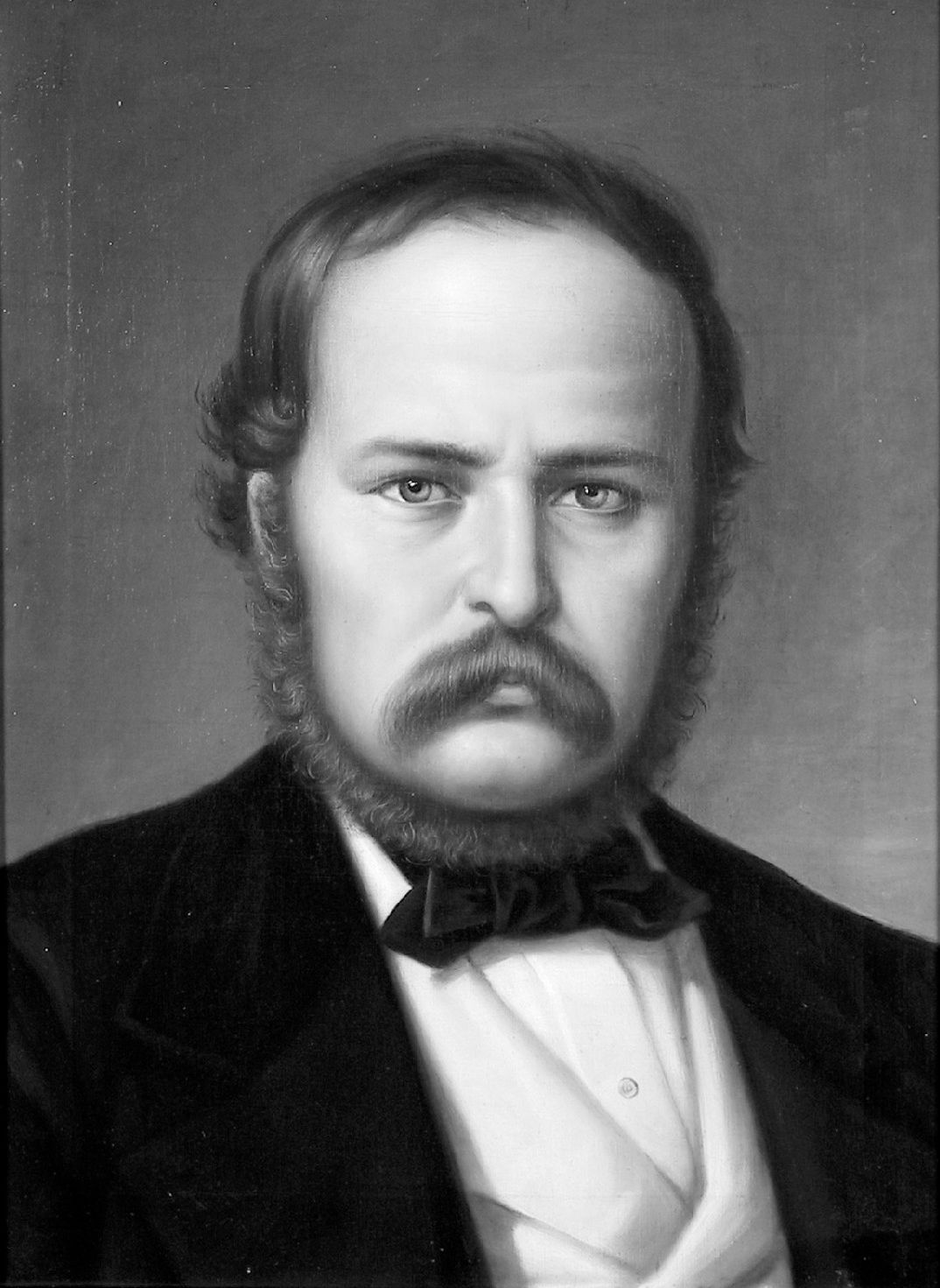
Andrei Mureşanu

Andrei Mureșanu (Bistrița, 1816 - Brașov, 1863) was een Roemeens dichter uit Transsylvanië. Hij was de auteur van Deșteaptă-te, române!, het huidige volkslied van Roemenië.

## Leven
Andrei Mureșanu werd geboren in een arm boerengezin. Na zijn basisopleiding ging hij filosofie en theologie studeren in Blaj. Door de grote vraag naar leraren ging Mureşanu lesgeven aan de hogeschool van Brașov in 1838. Hier begon hij ook met het schrijven van gedichten als: Foaia pentru Minte, Inima, si Literatura en Un rămas bun de la Brașov
In 1848 ging hij, nadat de regering van Roemenië gevallen was, de politiek in en schreef hij het gedicht Deșteaptă-te, române!, dat in 1989 het officiële volkslied van Roemenië zou worden op de melodie van Anton Pann. De gedachte achter het gedicht was:  Liever strijdend te sterven in glorie, dan slaven te zijn in ons eigen land.
In 1849 vluchtte hij tijdens de Walachijse Revolutie naar Ploiești, waar hij werd opgepakt en naar de Boekovina gedeporteerd. In 1862 werd hij vrijgelaten en stierf in 1863 in Brașov.
- Bibsys: 90574822
- Biblioteca Nacional de España: XX1392814
- Gemeinsame Normdatei: 118926772
- International Standard Name Identifier: 0000 0000 2636 9069
- Library of Congress Control Number: n84188727
- MusicBrainz: a616600c-9e53-4875-8bc8-6dd423641f4a
- Nationale Bibliotheek van Tsjechië: jo20221136190
- Nationale Bibliotheek van Polen: a0000003106837
- Système universitaire de documentation: 095127100
- Virtual International Authority File: 20479232
- WorldCat: E39PBJcGjgWmYth73tjffXj9jC